# موش بزرگ‌دره دروغین
موش بزرگ‌دره دروغین (نام علمی: Peromyscus pseudocrinitus) نام یک گونه از سرده موش‌های آهویی است.